# Gustave Flaubert híd
A Gustave Flaubert híd (franciául: Pont Gustave-Flaubert) egy közúti híd a Szajnán, amely a roueni belváros közelében köti össze a folyó északi és déli partjait. 2008-as megnyitása óta ez a létesítmény Európa leghosszabb és legmagasabb mozgóhídja. Úttörő technikai megoldásai révén a Szajna negyedik magashídja rövid idő alatt a francia hídépítés legújabb büszkeségévé vált.

## Története

### Tervezés
A roueni városi kikötő belvároshoz közel eső területe az 1970-es évek kezdete után jelentős átalakuláson esett át. A kikötőkre jellemző ipari és logisztikai tevékenység fokozatosan megszűnt, a raktárak helyét parkok és hivalkodó irodaépületek foglalták el. A Szajna belvároshoz közeli elegáns szakasza egyre vonzóbb lett az idegenforgalom számára, az egykori rakpartok szállodahajók kikötőhelyeivé változtak át. 1983 óta minden ötödik évben Rouen városában rendezik meg a hatalmas tömegeket vonzó vitorláshajó-találkozót. A 20. század végén azonban Rouen szembesült az északnyugat-európai kikötővárosok jellegzetes problémájával is: a város közepéig húzódó kikötő és az odavezető folyószakasz földrajzi akadályt képez, áthatolhatatlan falként választja el egymástól a kikötőnegyedet körülölelő városrészeket. Emiatt a külvárosok közötti forgalom is a belvároson át bonyolódik, zsúfoltságot és állandósuló dugókat okozva a városközpontban. Egyre égetőbb szükség volt egy új szajnai átkelőhely megépítésére a városközpont nyugati részén. Ám egy alacsony folyami híd építésével elvágták volna a jelentős bevételt hozó hajózás belvárosig vezető útját, míg a nantesi Cheviré hídhoz hasonló városi magashíd építésére környék a zsúfoltsága és a városkép miatt nem lehetett gondolni. A helyzet olyan megoldást kívánt, amely a lehető legjobb helykihasználással teremt összeköttetést a folyó két partja között, nem rontja a városképet, ugyanakkor tengerjáró hajók számára is járható állapotban hagyja a Szajnát. Felmerült egy alagút terve is, ám a városi tanács 1999-ben egy mozgóhíd mellett döntött. 1999. december 24-én a francia közlekedési miniszter is jóváhagyta az új roueni híd építését.
2000-ben a város a Michel Virlogueux terveit fogadta el. A francia hídmérnök a londoni Tower hidat tekintette követendő példának. A belváros és a kikötő határára egy elegáns, korának csúcstechnológiáját képviselő létesítményt álmodott meg, amely a tenger felől érkezők számára a város kapujának szerepét tölti be. Virlogueux a Szajna medrében álló ikerpilonok oldalához rögzített és egy emelőszerkezet segítségével akár 55 méter magasba is felhúzható útpályákat tervezett, amelyek leengedett állapotban alig pár méter magasan keresztezik a folyamot. Az építmény különlegességének a pilonok csúcsán nyugvó pillangó alakú csigaszerkezetet szánta, amely képes a létesítmény hozzá rögzített részeinek felemelésére. A híd nem merőlegesen, hanem a rávezető utak futásának folytatásaként kissé rézsútosan szeli át a Szajnát.

### Építése
Az építkezés 2004 júniusában kezdődött. 2004-ben és 2005-ben az előkészítő és alapozó munkálatok zajlottak. Elsőként azok a betontestek készültek el, amelyek az áthaladó hajókkal való ütközéstől védik a pilonokat. A mederben álló két pár üreges testű pilon 2006 nyarára érte el a 74 méteres magasságot. Az útpályát felemelő kábeleket továbbító pillangó formájú csigasorokat a kelet-franciaországi Elzászban készítették, majd a Rajnán és az Északi-tengeren át szállították rendeltetési helyükre. Az elkészült pilonok tetejére 2006. augusztus 16-án és 22-én a Szajnán felvontatott tengeri daru helyezte fel az egyenként 450 tonnás „pillangókat”. A pillangókkal együtt a két pilon 86 méter magasra növekedett, ezzel az épülő híd lett Rouen harmadik legmagasabb épülete. Augusztus 21-én és 22-én került a helyére a két 120 méter hosszú, egyenként 1300 tonnás tömegű hídpálya. Az úttestek leeresztett állapotukban az átlagos vízszint fölött 7 méterrel, a pilonok mellett kialakított hídfőkön nyugszanak.
2006 és 2007 telén telepítették az útpálya mozgatásához szükséges berendezéseket. A pilonok belsejében korábban 900 tonnás ellensúlyokat helyeztek el, amelyek az útpálya felemelésekor a mozgatandó tömeget 400 tonnára csökkentik. Az úttesteket 12 perc alatt 55 méter magasra emelő villanymotorok a pilonok talapzatában helyezkednek el. Az ellensúlyokat nagy teherbírású acélkábelek kötik össze az úttestekkel. Az 50 méteres magasság elegendő arra, hogy a nagyobb utasszállító hajók is befuthassanak Rouenba. Az első hídnyitásra a 2007-es idegenforgalmi szezon kezdetén került sor. A Belém nevű francia vitorlás április 14-én kötött ki Rouen belvárosában.
2006 közepén kezdődött a csatlakozó úthálózat kiépítése, amely az északi A130-as autópálya és a délről érkező N138-as főút forgalmát vezeti az átkelőhelyhez. Az hídra vezető utak az északi és a déli oldalon is acélszerkezetű hidakon futnak. A felvezető utak nem szintben keresztezik a városi utcákat, hosszú felüljáróként jelennek meg a városképben. A hídon 2×2 forgalmi sáv mellett járdák és kerékpárutak is helyet kaptak. Az építkezés teljes költsége 60 millió euró volt, a csatlakozó úthálózat további 77 millió euróba került. A beruházás összegének egyaránt 27,5 százalékát vállalta a Francia Köztársaság és a normandiai régió, míg a költségek 35%-át Seine-Maritime megye, 10%-ot pedig a roueni agglomeráció települései állták. Az átkelőhely felavatására a híres vitorlásfesztivál alkalmával, 2008. július 5-e és 14-e között került sor, amikor a városba érkező hajók felvonulással tisztelegtek Rouen új jelképe előtt. A hídon 2008. szeptember 25-én indult meg a közúti forgalom.

### Névadás
Az építés kezdeti szakaszában az átkelőhelyet projektnéven, Rouen hatodik hídjaként (franciául: 6éme pont de Rouen) említették. 2006. december 15-én helyi népszavazásra került sor, amelyen a város választópolgárai három névváltozatból választhattak. A szavazók 24 százaléka Cavelier de la Salle roueni földrajztudós és felfedező nevét adta volna a hídnak, míg a Roueni híd változatot 36% támogatta. A szavazáson a roueni születésű író, Gustave Flaubert nevének felvételét támogatók győztek a szavazatok 40%-ával.

## A híd napjainkban
A Gustave Flaubert hídon naponta 50 000 jármű kel át a Szajna fölött, megnyitása után a többi híd városi híd forgalma kétharmadára csökkent. A tervek szerint évente 30-40 alkalommal, főként a nyári idegenforgalmi szezonban kerül sor hídnyitásokra. Az érkező hajó méretétől és magasságától függően a hídnyitás időtartama legfeljebb másfél óra lehet, ez idő alatt a forgalmat a régi belvárosi hidakra terelik. A korlátozásokról a környékbeli rádiókban és a felvezető utakon elhelyezett elektronikus táblákon is tájékoztatják az utazókat. Az átkelőhely használata mindenki számára ingyenes.